# 普羅明 (卡姆揚斯凱區)
48°17′44″N 34°32′8″E / 48.29556°N 34.53556°E
普羅明（烏克蘭語：Промінь）是位於烏克蘭中部的村莊，由第聶伯羅彼得羅夫斯克州裡卡姆揚斯凱區的克里尼奇基市鎮負責管轄。該村距離奧列尼夫卡1.5公里，海拔高度118米，2001年人口423。